# 忘年会
忘年會（日语：／ Bōnenkai），是日本的組織或機構在每年年底舉行的傳統習俗。

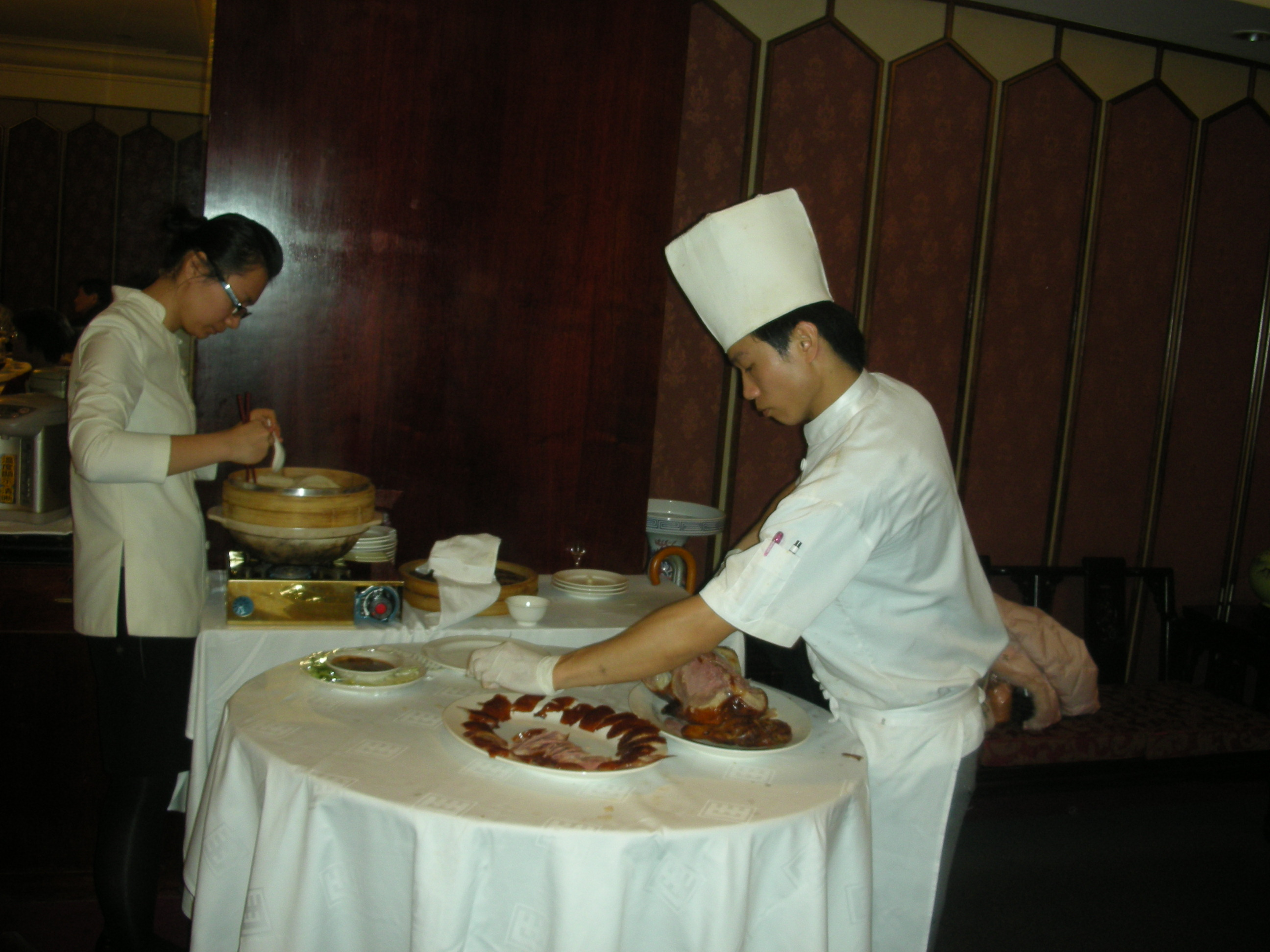
準備宴會餐點

## 歷史沿革與尾牙
一般忘年會會以宴會形式在居酒屋舉行，員工向老闆感謝一年來的照顧，同事們一邊喝酒、一邊互相勉勵並回顧過去的一年。因為很類似華人地區「尾牙餐會」，所以如臺灣的分公司也會舉辦忘年會，一般是公司、團體尾牙的日文別稱。而新年會亦與日本略同，通常稱為「喝春酒」。
雖然兩者很相像，但這只是巧合，忘年會的習俗被認為是日本自行獨立發展的，源於15世紀室町時代，當時歌中唱著「年忘れ！」，意謂著「將這一年不愉快的事情都忘掉！」。伏見宮貞成親王《看聞日記》中，1430年（永享2年）十二月廿一日記記載：「先有一獻。其後連歌初。會眾如例。夜百韻了一獻。及酒盛有亂舞。其興不少歲忘也。」江戶時代，忘年會成為一種庶民娛樂。

## 外部連結
- 日本公司年末和年初的重大活動—忘年會和新年會。為什麼在日本文化中這麼重要呢？對了，還有卡拉OK機率超高的二次會哦。故說by 教えて!gooQ提問 [2017-01-13] （页面存档备份，存于）
- 忘年會、新年會星期日文章 李碧華 [2015-01-11] （页面存档备份，存于）